# Каширино (Пермский край)
Каширино — село в Кунгурском муниципальном районе Пермского края России. Входит в состав Зарубинского сельского поселения.

## География
Село находится в юго-восточной части края, на правом берегу реки Сылвы, на расстоянии приблизительно 11 километров (по прямой) к северо-западу от города Кунгура, административного центра района. Абсолютная высота — 162 метра над уровнем моря.
Климат
Климат характеризуется как умеренно континентальный, с продолжительной многоснежной холодной зимой и коротким умеренно тёплым летом. Среднегодовая температура воздуха — 1,3 °С. Средняя многолетняя температура самого холодного месяца (января) составляет −15,6 °С, температура самого тёплого (июля) — 17,8 °С. Продолжительность безморозного периода составляет 113 дней. Среднегодовое количество осадков — 539 мм. Снежный покров держится в среднем около 170—180 дней в году.

## История
Возникло в 1636 году как поселение при Спасо-Рождественском монастыре. После закрытия монастыря в 1764 году получило название Рождественская слобода.

## Население
| 2010 |
| ---- |
| 126  |

Половой состав
По данным Всероссийской переписи населения 2010 года в половой структуре населения мужчины составляли 54 %, женщины — соответственно 46 %.
Национальный состав
Согласно результатам переписи 2002 года, в национальной структуре населения русские составляли 99 % из 149 чел.